# Jacques Monod (acteur)
Pour les articles homonymes, voir Jacques Monod et Monod.
Jacques Monod, né le 21 août 1918 à Casablanca et mort le 24 décembre 1985 dans le 13e arrondissement de Paris, est un acteur français.

## Biographie
Après des études au collège Stanislas de Paris puis à Poitiers, il prépare l’École de Saint-Cyr, mais doit rapidement renoncer à son projet, la Seconde Guerre mondiale ayant éclaté.
Après sa démobilisation, il retourne vivre au Maroc où il fonde une troupe de comédiens amateurs appelée « Le Petit Chariot », après le débarquement américain, il est à nouveau mobilisé. En 1944, il est grièvement blessé lors de la bataille de Monte Cassino, en Italie.
En 1945, il s'installe en France où il obtient son premier rôle au théâtre de l'Athénée, dans La Folle de Chaillot de Jean Giraudoux, après avoir été auditionné par Louis Jouvet. Celui-ci le fait débuter au cinéma à ses côtés, lui permettant d’obtenir un petit rôle, celui du premier tambour Albos, dans Knock de Guy Lefranc en 1950. Il continue à travailler au côté de Louis Jouvet qui lui prédit le succès seulement quand il aura atteint la quarantaine, jusqu'au décès de celui-ci en 1951.
De 1952 à 1957, il devient l’assistant de Jean Mercure et craignant de ne jamais percer, exerce plusieurs métiers en parallèle à celui de comédien : régisseur, administrateur et caissier.
Jacques Monod n’aborde toutefois véritablement le septième art que vers le milieu des années cinquante, notamment avec Je reviendrai à Kandara en 1956, auprès de Daniel Gélin et Bella Darvi, Les Grandes Familles en 1958, avec Jean Gabin et Pierre Brasseur, et Les 400 coups de François Truffaut, etc.
C'est grâce à la télévision, en 1960, pour son rôle dans le feuilleton Tony, fils du cirque, que les producteurs le remarquent et le sollicitent pour de nombreux rôles : dans les années soixante, on peut ainsi voir Jacques Monod dans un grand nombre de films, tenant des rôles plus ou moins importants, dont à la télévision un trio notarial avec Jean-Marc Tennberg et le jeune Philippe Ogouz dans La Belle et son fantôme.
Jouant souvent des rôles de notables, sa silhouette devient d'autant familière aux spectateurs des salles obscures que ses apparitions à la télévision se multiplient : Vidocq, les Compagnons de Baal, Les Cinq Dernières Minutes, Les Brigades du Tigre, Arsène Lupin, etc.
Au tournant des années soixante-dix, apparaît une nouvelle génération de seconds rôles. Jacques Monod se fait plus discret au cinéma mais il poursuit sa carrière à la télévision et au théâtre. Il fait une dernière apparition pour le grand écran en 1982, dans le rôle d’un directeur de théâtre pour Sandy, aux côtés de Michel Galabru.
Dans les années 1980, il collabore avec un jeune chanteur, Alain Sapience, pour qui il écrit quelques titres, dont Notre dame de Paname et Lisette.
Jacques Monod meurt le 24 décembre 1985 à Paris, d’une crise cardiaque. Son corps repose au cimetière parisien de Bagneux (division 76).

## Filmographie

### Cinéma
- 1947 : Un flic de Maurice de Canonge - (figuration)
- 1951 : Knock de Guy Lefranc - (M. Albon, un membre de l'harmonie)
- 1951 : Un grand patron d'Yves Ciampi - (Le gendarme)
- 1957 : Je reviendrai à Kandara de Victor Vicas
- 1958 : Thérèse Étienne de Denys de La Patellière - (Le médecin)
- 1958 : Les Grandes Familles de Denys de La Patellière - (Le ministre des finances)
- 1959 : Les Quatre Cents Coups de François Truffaut - (Le commissaire)
- 1959 : Un témoin dans la ville d'Édouard Molinaro - (L'avocat de Verdier)
- 1959 : La Verte Moisson de François Villiers
- 1959 : 125, rue Montmartre de Gilles Grangier - (Le médecin)
- 1959 : Rue des prairies de Denys de La Patellière - (Le président du tribunal)
- 1961 : La Mort de Belle d'Édouard Molinaro - (Le juge d'instruction Bechman)
- 1961 : Le Président d'Henri Verneuil - (Mulstein)
- 1961 : Les Amours célèbres de Michel Boisrond - (Preissing), dans le sketch : Agnès Bernauer
- 1961 : les Livreurs de Jean Girault - (Le président)
- 1961 : Le Bateau d'Émile ou Le Homard flambé de Denys de La Patellière - (Maître Lamazure)
- 1961 : Les Nouveaux Aristocrates de Francis Rigaud - (Maître Charles l'avocat)
- 1962 : Les Ennemis d'Édouard Molinaro - (Gerlier)
- 1962 : Les Sept Péchés capitaux d'Édouard Molinaro - (M. Jasmin), dans le sketch : L'Envie
- 1962 : Le Petit Garçon de l'ascenseur de Pierre Granier-Deferre - (Maître Hérault)
- 1962 : Le Septième Juré de Georges Lautner - (Le magistrat)
- 1962 : La Loi des hommes de Charles Gérard
- 1962 : Et Satan conduit le bal de Grisha Dabat - (M. Klaus)
- 1962 : Thérèse Desqueyroux de Georges Franju - (Maître Duros)
- 1963 : Le Meurtrier de Claude Autant-Lara - (Le commissaire de police)
- 1963 : Les Bonnes Causes de Christian-Jaque - (Le procureur Magnin)
- 1963 : Le Glaive et la Balance d'André Cayatte - (Le commissaire Pranzini)
- 1963 : Germinal d'Yves Allégret - (Deneulin)
- 1963 : Blague dans le coin de Maurice Labro - (Stenberg, un mafioso)
- 1964 : La Vie conjugale d'André Cayatte - (M. Rouquier), dans les deux époques : 
  - Jean-Marc ou la Vie conjugale
  - Françoise ou la Vie conjugale
- 1964 : Pourquoi Paris ? de Denys de La Patellière - (Le restaurateur)
- 1964 : Mort, où est ta victoire ? d'Hervé Bromberger - (Le docteur Epautre)
- 1964 : À couteaux tirés de Charles Gérard - (Lucien Léonetti)
- 1964 : Voir Venise et crever ou Agent spécial à Venise d'André Versini - (Le colonel Vallier)
- 1964 : Le Gros Coup de Jean Valère - (L'agent d'assurances)
- 1964 : Coplan prend des risques de Maurice Labro - (« Le Vieux »)
- 1964 : Une ravissante idiote d'Édouard Molinaro - (M. Surgeon)
- 1964 : Requiem pour un caïd de Maurice Cloche - (Le commissaire)
- 1965 : La Fabuleuse Aventure de Marco Polo de Denys de La Patellière et Noël Howard - (Nicolo de Vicenza)
- 1965 : Par un beau matin d'été de Jacques Deray - (Joseph Lucas)
- 1965 : Le Ciel sur la tête d'Yves Ciampi - (Le commandant Ravesne)
- 1965 : La Pharmacienne de Jany Holt et Serge Hanin - court métrage -
- 1966 : Mademoiselle de Tony Richardson
- 1966 : Le Chien fou d'Eddy Matalon - (Marco)
- 1966 : La Curée de Roger Vadim - (M. Sernet)
- 1966 : Roger La Honte (Trappola per l'assassino) de Riccardo Freda - (Le président des assises)
- 1966 : Le Soleil noir de Denys de La Patellière - (M. Gorel)
- 1967 : L'étranger (Lo straniero) de Luchino Visconti
- 1967 : Le Plus Vieux Métier du monde (sketch Mademoiselle Mimi) de Philippe de Broca - (Un homme du peuple)
- 1968 : Caroline chérie de Denys de La Patellière - (Le docteur de Carilly)
- 1968 : La Gloire des canailles / Des Ardennes à l'enfer (Dalle Ardenne all'inferno) d'Alberto De Martino - (Un partisan)
- 1969 : Sous le signe du taureau de Gilles Grangier - (M. Marchal, l'industriel)
- 1969 : Z de Costa-Gavras - Uniquement la voix du procureur général -
- 1969 : Les Hors-la-loi de Tewfik Fares - (L'administrateur)
- 1970 : Le Distrait de Pierre Richard - (M. Malaquet)
- 1971 : Sapho ou la Fureur d'aimer de Georges Farrel - (M. de Lancey)
- 1971 : Les Malheurs d'Alfred de Pierre Richard avec Anny Duperey - uniquement la voix -
- 1973 : Sans sommation de Bruno Gantillon - (Le député)
- 1973 : Lucky Luciano de Francesco Rosi
- 1973 : Deux hommes dans la ville de José Giovanni - (Le procureur)
- 1974 : On a retrouvé la septième compagnie de Robert Lamoureux - (Panadon, un officier prisonnier)
- 1975 : Maître Pygmalion de Jacques Nahum et Hélène Durand
- 1976 : Oublie-moi, Mandoline de Michel Wyn - (Le contrôleur du fisc)
- 1976 : Le Locataire de Roman Polanski - (Le cafetier)
- 1977 : L'Arriviste de Samy Pavel - (Goldberg)
- 1977 : La Balançoire à minouches / Un tueur, un flic...ainsi soit-il de Jean-Louis Van Belle - (Larzac, l'industriel)
- 1977 : Il figliorco de Marino Girolami(? n'apparait pas sur sa fiche de l'Internet movie database, référence nécessaire)
- 1979 : Le Temps des vacances de Claude Vital - (Le directeur)
- 1980 : Cherchez l'erreur de Serge Korber - (Oscar)
- 1981 : Le bahut va craquer de Michel Nerval - (L'inspecteur de police)
- 1981 : La Gueule du loup de Michel Léviant - (Le commissaire)
- 1981 : Les Malheurs d'Octavie d'André Génovès - (Le beau-père)
- 1983 : Sandy de Michel Nerval - (Le directeur du théâtre)

### Télévision
- 1957 : En votre âme et conscience, épisode : L'Affaire Landru de Jean Prat
- 1957 : En votre âme et conscience, épisode : L'affaire Sarret-Schmidt de Jean Prat
- 1959 : En votre âme et conscience, épisode Les Frères Rorique ou L'énigme des îles : Le Président
- 1960 : Les Cinq Dernières Minutes, épisode Au fil de l'histoire de Claude Loursais
- 1961 : En votre âme et conscience, épisode : La Mystérieuse Affaire de l'horloger Pel de  Pierre Nivollet
- 1960 : Le Fils du cirque de Bernard Hecht : Pedinster, le Flamand
- 1961 : La caméra explore le temps, épisode : Les templiers de Stello Lorenzi
- 1962 : La Belle et son fantôme de Bernard Hecht : Deodat Price
- 1962 : L'inspecteur Leclerc enquête de Marcel Bluwal, épisode : L'inspecteur Leclerc enquête
- 1962 : L'inspecteur Leclerc enquête de Marcel Bluwal, épisode : Signé Santini, (série télévisée) : le chirurgien
- 1963 : L'inspecteur Leclerc enquête de Maurice Delbez, épisode : Les revenants : Kuntzer
- 1964 : Quand le vin est tiré ... (Les Cinq Dernières Minutes no 29), de Claude Loursais
- 1966 : Il est passé par ici de Jacques Pierre, d'après une pièce de Guy Haurey
- 1966 : En votre âme et conscience, épisode : Le Crime de Sezegnin de  Pierre Nivollet
- 1966 : Le train bleu s'arrête 13 fois de Michel Drach, épisode : Toulon, Passe-passe
- 1966 : Illusions perdues de Maurice Cazeneuve d'après Honoré de Balzac : Dauriat
- 1966 : L'Île au trésor (en) de Wolfgang Liebeneiner
- 1967 : D'Iberville : le gouverneur La Barre
- 1967 : Au théâtre ce soir : Le Rayon des jouets de Jacques Deval, mise en scène Jean Mercure, réalisation Pierre Sabbagh, théâtre Marigny
- 1968 : Les Compagnons de Baal de Pierre Prévert : Le rédacteur en chef
- 1968 : En votre âme et conscience, épisode : L'Affaire Beiliss ou Un personnage en plus et en moins de  Jean Bertho
- 1969 : La Passion d'Anne-Catherine Emmerich (série Le Tribunal de l'impossible), de Michel Subiela : Le landrat
- 1969 : En votre âme et conscience, épisode : L'Affaire Fieschi de  Claude Dagues
- 1970 : Les Caprices de Marianne d'Alfred de Musset, réalisation Georges Vitaly
- 1970 : La Malle de Hambourg feuilleton de Bernard Hecht
- 1971 : Au théâtre ce soir : Tapage nocturne de Marc-Gilbert Sauvajon, mise en scène Jacques-Henri Duval, réalisation Pierre Sabbagh, théâtre Marigny
- 1971 : Quentin Durward, feuilleton télévisé de Gilles Grangier : le cardinal La Balue
- 1971 : Arsène Lupin, série télévisée de Jean-Pierre Decourt
- 1973 : La porteuse de pain de Marcel Bluwal, avec Martine Sarcey, Jean Giraudeau et Sim : Paul Armand
- 1973 : Les Nouvelles Aventures de Vidocq, épisode « Vidocq et l'archange » de Marcel Bluwal : Louis XVIII
- 1973 : Au théâtre ce soir : Marie-Octobre de Jacques Robert, Julien Duvivier, Henri Jeanson, mise en scène André Villiers, réalisation Georges Folgoas, théâtre Marigny
- 1973 : Lucien Leuwen, téléfilm de Claude Autant-Lara
- 1973 : Les Mohicans de Paris (d'après l'œuvre de Alexandre Dumas), feuilleton télévisé de Gilles Grangier : le commissaire du Roi à Nantes
- 1974 : Au théâtre ce soir : L'Amant de madame Vidal de Georges Berr et Louis Verneuil, mise en scène Michel Roux, réalisation Georges Folgoas, théâtre Marigny
- 1974 : Malaventure, épisode Un plat qui se mange froid, de Joseph Drimal
- 1974 : Jo Gaillard  (série télévisée), épisode L’Ile aux souvenirs : Vieux Baradec
- 1975 : Salvator et les Mohicans de Paris (d'après les personnages d'Alexandre Dumas), série télévisée de Bernard Borderie : le commissaire du Roi à Nantes
- 1976 : Au théâtre ce soir : Seul le poisson rouge est au courant de Jean Barbier et Dominique Nohain, mise en scène Dominique Nohain, réalisation Pierre Sabbagh, théâtre Édouard VII
- 1976 : Le Milliardaire téléfilm de Robert Guez : Jacques Sangalles
- 1976 : Minichronique, série de René Goscinny et Jean-Marie Coldefy : Mouchalon
- 1977 - 1979 Un juge, un flic de Denys de la Patellière : le Garde des Sceaux
- 1978 : Émile Zola ou la Conscience humaine de Stellio Lorenzi : le président de la cour d'Assises
- 1978 : Les Amours sous la Révolution : Les Amants de Thermidor de Jean-Paul Carrère
- 1978 : Histoire du chevalier Des Grieux et de Manon Lescaut de Jean Delannoy : le gouverneur
- 1979 : Un juge, un flic de Denys de La Patellière, seconde saison (1979) : le Garde des Sceaux
- 1979 : Charles Clément, canut de Lyon (écrit par Jean-Dominique de la Rochefoucauld), téléfilm de Roger Kahane : Achard-James
- 1980 : Au théâtre ce soir : La Queue du diable d'Yves Jamiaque, mise en scène Michel Roux, réalisation Pierre Sabbagh, théâtre Marigny
- 1980 : La Vie des autres, épisode L'intruse, série télévisée de Robert Guez : Maître Steinweg
- 1986 : Madame et ses flics de Roland-Bernard, épisode Le Prix du Cadavre

## Théâtre
- 1945 : La Folle de Chaillot de Jean Giraudoux, mise en scène Louis Jouvet, Théâtre de l'Athénée
- 1947 : L'Apollon de Marsac de Jean Giraudoux, mise en scène, Louis Jouvet, Théâtre de l'Athénée
- 1952 : Sur la terre comme au ciel de Fritz Hochwälder, mise en scène Jean Mercure, Théâtre de l'Athénée
- 1954 : La Volupté de l'honneur de Luigi Pirandello, mise en scène Jean Mercure, Théâtre Saint-Georges, Théâtre Montparnasse en 1955
- 1955 : Les Amants novices de Jean Bernard-Luc, mise en scène Jean Mercure, Théâtre Montparnasse
- 1955 : Le Bal des adieux d'André Josset, mise en scène Jean Mercure, Théâtre Montparnasse
- 1956 : Chaud et froid de et mise en scène Fernand Crommelynck, Théâtre de l'Œuvre
- 1957 : Trois Souris aveugles d’Agatha Christie, mise en scène Christian-Gérard, Théâtre de la Renaissance
- 1958 : Oncle Otto de et mise en scène Jacques Mauclair, Théâtre Édouard VII
- 1958 : Procès à Jésus de Diego Fabbri, mise en scène Marcelle Tassencourt, Théâtre Hébertot
- 1958 : La Tour d'ivoire de Robert Ardrey, mise en scène Jean Mercure, Théâtre des Bouffes-Parisiens
- 1958 : Éboulement au quai nord d’Ugo Betti, mise en scène Marcelle Tassencourt, Théâtre de Poche Montparnasse
- 1959 : Le Cas Dobedatt de George Bernard Shaw, mise en scène Jean Mercure, Théâtre des Bouffes-Parisiens
- 1959 : L'Affaire des poisons de Victorien Sardou, mise en scène Raymond Gérôme, Théâtre Sarah Bernhardt
- 1960 : Anna Kleiber d'Alfonso Sastre, mise en scène François Maistre, Théâtre Hébertot
- 1960 : Le Signe du feu de Diego Fabbri, mise en scène Marcelle Tassencourt, Théâtre Hébertot
- 1961 : Marie-Octobre de Jacques Robert, mise en scène André Villiers, théâtre en Rond
- 1965 : Pourquoi pas Vamos de Georges Conchon, mise en scène Jean Mercure, théâtre Édouard-VII
- 1967 : L'Alouette de Jean Anouilh, mise en scène Jean Anouilh et Roland Piétri, théâtre de Paris
- 1971 : Le Doux Oiseau de la jeunesse de Tennessee Williams, mise en scène André Barsacq, Théâtre de l'Atelier
- 1973 : Sainte Jeanne de George Bernard Shaw, mise en scène Pierre Franck, théâtre des Célestins
- 1974 : Les Bienfaits de la culture d'Alexis Nikolaïevitch Tolstoï, mise en scène Jean Meyer, théâtre des Célestins
- 1975 : Gog et Magog de Roger MacDougall et Ted Allan, mise en scène François Périer, théâtre de la Michodière
- 1977 : Topaze de Marcel Pagnol, mise en scène Jean Meyer, théâtre Saint-Georges
- 1980 : Siegfried de Jean Giraudoux, mise en scène Georges Wilson, théâtre de la Madeleine